# Xuân Phú, Thuận Hóa
Xuân Phú là một phường thuộc quận Thuận Hóa, thành phố Huế, Việt Nam.

## Địa lý
Phường Xuân Phú có diện tích 1,77 km², dân số năm 1999 là 9.423 người, mật độ dân số đạt 5.324 người/km².

## Lịch sử
Ngày 30 tháng 11 năm 2024, Ủy ban Thường vụ Quốc hội ban hành Nghị quyết số 1314/NQ-UBTVQH15 về việc sắp xếp đơn vị hành chính cấp huyện, cấp xã của thành phố Huế giai đoạn 2023 – 2025 (nghị quyết có hiệu lực từ ngày 1 tháng 1 năm 2025). Theo đó, thành lập quận Thuận Hóa thuộc thành phố Huế. Phường Xuân Phú trực thuộc quận Thuận Hóa.